# Ukropci
Ukropci (cyr. Укропци) – wieś w Czarnogórze, w gminie Kotor. W 2003 roku liczyła 2 mieszkańców.